# شادبلاغي (مقاطعة دهغلان)
شادبلاغي (بالفارسية: شادبلاغی) هي قرية تقع في قسم ايلان الشمالي الريفي (مقاطعة دهغلان) في إيران. يقدر عدد سكانها بـ 135 نسمة بحسب إحصاء 2016.